# Sertularella maureenae
Sertularella maureenae is een hydroïdpoliepensoort uit de familie van de Sertulariidae. De wetenschappelijke naam van de soort is voor het eerst geldig gepubliceerd in 2012 door Choong, Calder & Brinckmann-Voss.